# Poliția sub acuzare
Poliția sub acuzare (titlul original: în franceză Les assassins de l'ordre) este un film dramatic franco-italian, realizat în 1971 de regizorul Marcel Carné după romanul omonim al scriitorului Jean Laborde,  protagoniști fiind actorii Jacques Brel, Paola Pitagora, Michael Lonsdale și Charles Denner. 
Bazat pe un incident din viața reală, un magistrat idealist și dedicat profesiei, este desemnat să examineze cazul a doi polițiști și a inspectorului lor care au bătut până la moarte un suspect. Până la audierea cauzei în instanță, toți martorii și avocatul văduvei au fost intimidați pentru a tăcea, magistratul însuși a fost supus unor presiuni puternice pentru a renunța la dosar, iar cei trei criminali erau pe picior liber.

## Distribuție
- Jacques Brel – judecătorul de instrucție Bernard Level
- Didier Haudepin – François, fiul judecătorului
- Paola Pitagora – Laura, amanta judecătorului Level
- Michael Lonsdale – comisarul Bertrand
- François Cadet – inspectorul Rabut
- Serge Sauvion – inspectorul Bonetti
- Pierre Maguelon – un gardian
- Charles Denner – Maestrul Graziani, avocat al politiei
- Catherine Rouvel – Danielle Lebègue, o prostituată
- Harry-Max – grefierul secretar al judecătorului Level
- Françoise Giret – Geneviève Saugeat, soția victimei
- Roland Lesaffre – Michel Saugeat, victima
- Boby Lapointe – Louis Casso, un proprietar de cafenea, martor
- Henri Nassiet – prședintele tribunalului
- Luc Ponette – Maestrul Rivette, avocatul doamnei Saugeat
- Jean-Roger Caussimon – Lagache, comisarul de divizie
- Marius Laurey – un deținut la comisariat
- Jacques Legras – inspectorul, la magazinul Laurei
- Lucien Barjon – Ernest Mauvoisins, cerșetorul
- Jean Franval – Sabatier, medicul legist (nemenționat)
- René Lefèvre-Bel – avocatul general (nemenționat)
- Charles Bayard – un asesor (nemenționat)
- Luc Merenda – Marco, proxenetul Daniellei Lebègue (nemenționat)
- Marc Arian – un jurnalist (nemenționat)
- Maurice Favières – un speaker (nemenționat)
- Jean Panisse – benzinarul (nemenționat)
- Katia Tchenko – asistntul de maestrului Graziani (nemenționat)
- Tania Busselier – un student în „salon” (nemenționat)

## Premii și nominalizări
- 1971 Festivalul de Film de la Moscova – Premiul spectatorilor
- 1971 Selecționat la Festivalul de Film de la Veneția[1]